# 85267 Taj Mahal
85267 Taj Mahal este o planetă minoră (asteroid), cu un diametru de 3,153 km, din centura de asteroizi. A fost descoperită pe 12 ianuarie 1994 la Colleverde⁠(d) de Vincenzo Silvano Casulli⁠(d) și a fost numită după Taj Mahal. 
Obiectul prezintă o orbită caracterizată de o semiaxă mare de 2,5621969513784 UAi, o excentricitate de 0,06, o înclinație de 21,9 ° în raport cu ecliptica.